# Haine

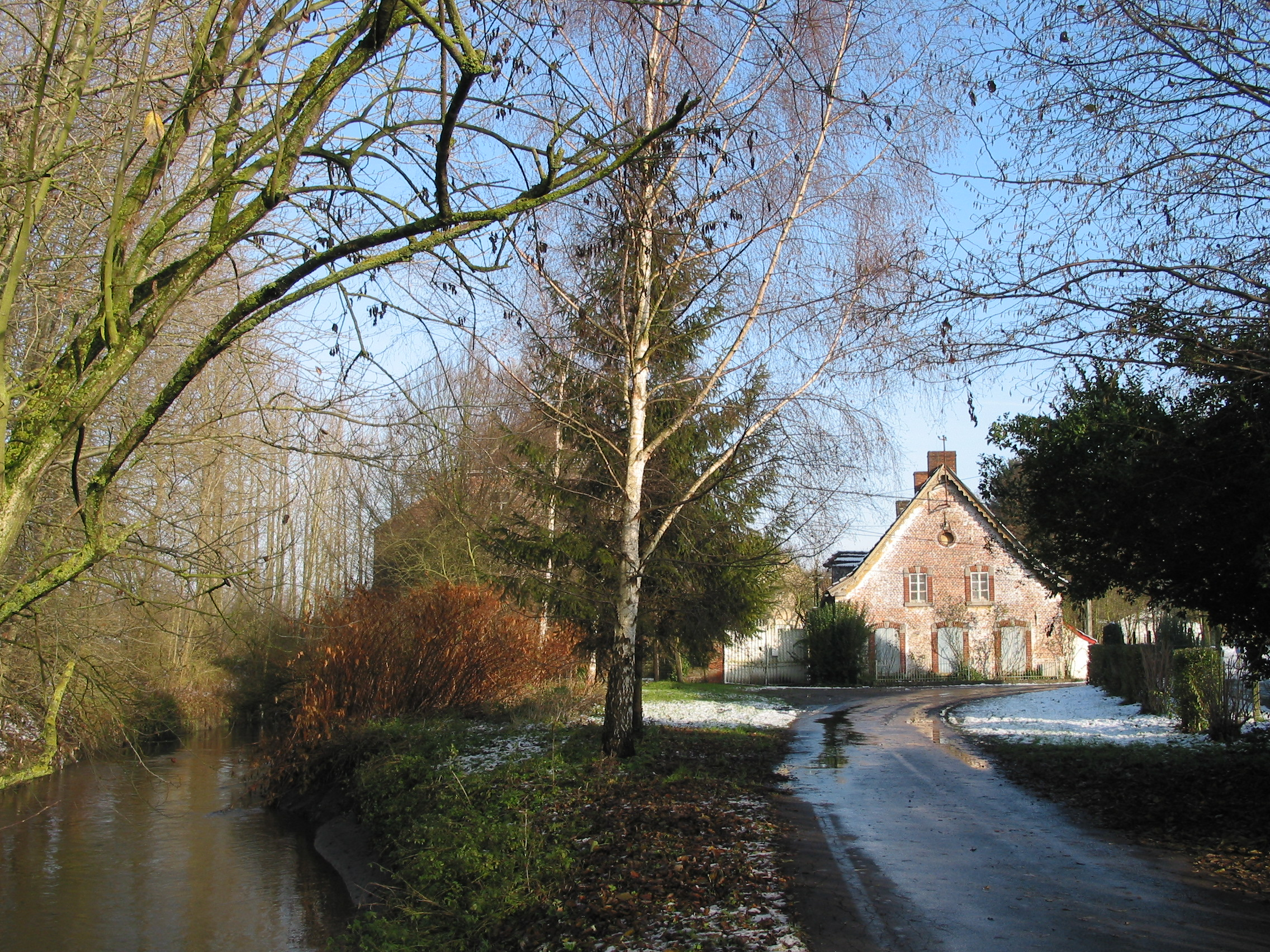
L'Haine a Havré

L'Haine (neerlandès Hene, alemany Henne) és un afluent de l'Escalda que neix a Anderlues i que desemboca a Condé-sur-l'Escaut a França. Rega les ciutats de La Louvière, Mons i Saint-Ghislain. Va donar el seu nom a l'antic comtat d'Hainaut, a l'actual província (del qual el territori no coincideix amb el del comtat) i als municipis Haine-Saint-Pierre i Haine Saint-Paul.
Fins a Mons, el riu va conservar el seu curs natural, avall d'aquesta ciutat es va canalitzar per a construir el Canal Pommerœul-Condé.
Històricament, el riu formava la frontera entre el ducat de Brabant i el comtat d'Hainaut.

## Afluents
- El Trouille a Jemappes
- El Samme a Péronnes-lez-Binche